# Luigi Maria de Marinis
Luigi Maria de Marinis (L'Aquila, 16 settembre 1809 – Chieti, 27 agosto 1877) è stato un arcivescovo cattolico italiano.

## Biografia
Venne ordinato sacerdote il 16 giugno 1832. Nel 1835 fu eletto prevosto della Collegiata dei Santi Nicandro e Marciano. Nel 1845 venne nominato canonico della Cattedrale dell'Aquila e in seguito ne fu anche vicario capitolare.
Il 18 settembre 1856 fu nominato arcivescovo di Chieti e amministratore perpetuo di Vasto; ricevette la consacrazione episcopale il successivo 28 settembre, dal cardinale Giusto Recanati, O.F.M.Cap.
Il 18 ottobre 1860 accolse in Piazza San Giustino il re Vittorio Emanuele II in viaggio per incontrare Giuseppe Garibaldi a Teano.

## Genealogia episcopale e successione apostolica
La genealogia episcopale è:
- Cardinale Scipione Rebiba
- Cardinale Giulio Antonio Santori
- Cardinale Girolamo Bernerio, O.P.
- Arcivescovo Galeazzo Sanvitale
- Cardinale Ludovico Ludovisi
- Cardinale Luigi Caetani
- Cardinale Ulderico Carpegna
- Cardinale Paluzzo Paluzzi Altieri degli Albertoni
- Papa Benedetto XIII
- Papa Benedetto XIV
- Papa Clemente XIII
- Cardinale Marcantonio Colonna
- Cardinale Giacinto Sigismondo Gerdil, B.
- Cardinale Giulio Maria della Somaglia
- Cardinale Giacinto Placido Zurla, O.S.B.Cam.
- Cardinale Antonio Francesco Orioli, O.F.M.Conv.
- Cardinale Giusto Recanati, O.F.M.Cap.
- Arcivescovo Luigi Maria de Marinis

La successione apostolica è:
- Vescovo Federico de Giacomo (1872)